# 349
349 (CCCXLIX) var ett normalår som började en söndag i den julianska kalendern.

## Händelser

### Okänt datum
- Mou-jongfolket (proto-mongoler) tar kontrollen över norra Kina.

## Avlidna
- Wei Shuo, kinesisk kalligraf